# Ambystoma platineum
La Salamandra plateada (Ambystoma platineum, Cope, 1867) es una especie híbrida de salamandra o ajolote endémica de los Estados Unidos de América y Canadá.

## Descripción
Por lo general, mide entre 12 y 20 cm de largo y es estilizada con muchas pequeñas manchas de color azul plateado en su espalda y lados. Es de color gris parduzco principalmente. Esta es un anfibio triploide y unisexual, resultado de la hibridación entre diferentes especies. Cabe destacar que esta es una de un grupo de especies similares del género Ambystoma que poseen mezcla genética de otras especies puras tales como A. barbouri, A. texanum, A. tigrinus, A. jeffersonianum y A. laterale entre otras. Solo se puede distinguir estas de las salamandras de Jefferson o bien contando los cromosomas, midiendo los glóbulos rojos más grandes de la plateada (es triploide) o mediante marcadores moleculares.

## Reproducción
Como se ha mencionado la salamandra plateada es una especie que solo posee individuos del sexo femenino. Estas como en la mayoría de las especies que practican la partenogénesis son triploides debido a una hibridación en la cual no se dio una correcta meiosis en uno de los progenitores que dieron resultado al híbrido. Sin embargo, en estas salamandras se presenta un tipo de partenogénesis conocido como gynogénesis en el cual la hembra se reproducirá con un macho de una de la salamandra de Jefferson. Tras la reproducción, las substancias químicas presentes en los espermatozoides inducirán al óvulo (futuro huevo) a empezar a dividirse, más la genética contenida en los espermatozoides no contribuirá a la genética del embrión y, por tanto, la salamandra resultante será un clon de su madre. Tras el apareamiento la hembra pondrá grupos de huevos pegados entre sí (entre 2 y 50).
Por otro lado, esta especie pasa por una metamorfosis completa (holometábola) y un ciclo de vida similar a otras de su género si bien hay que destacar la alta mortalidad embrionaria que a veces se sitúa en un 80% (común en anfibios partenogenéticos).

## Hábitat
Viven casi en cualquier lugar desde el centro-sur de Michigan hasta la adyacente Indiana y Ohio hasta el oeste de Massachusetts al sur hasta el norte de Nueva Jersey. Se encuentran comúnmente en ríos y estanques poco profundos o cerca de ellos en bosques caducifolios. Hay una población extremadamente limitada en el condado de Vermilion, Illinois. Se considera en peligro de extinción dentro de ese estado.

## Depredadores
En la naturaleza, esta especie es depredada por gran variedad de animales como aves, grandes peces de agua dulce, mapaches que viven en los bosques que habita e incluso perros asilvestrados.

## Alimentación
Consumen todo tipo de pequeños invertebrados, así como posiblemente artrópodos acuáticos.